# Palais omnisports de la capitale de Pékin
Le Palais omnisports de la capitale de Pékin (chinois : 首都体育馆 / 首都體育館 ; pinyin : Běijīng Shǒudū Tǐyùguǎn) est une salle de sports située à Pékin (Chine). Il a été construit en 1968.
Le Palais omnisports de la capitale a subi au début du XXIe siècle une rénovation et une expansion qui a été terminée fin 2007 pour les Jeux olympiques de 2008, pour lesquels il était le site de compétitions de volleyball.
Durant les Jeux olympiques d'hiver de 2022, il sera le site des compétitions de patinage artistique et de patinage de vitesse sur piste courte.

## Évènements
- La coupe de Chine de patinage artistique pour les éditions de 2003, 2004, 2005, 2008, 2009, 2010, 2013, 2015, 2016 et 2017.
- Les Championnats des quatre continents de patinage artistique 2003
- Les finales du Grand Prix ISU de patinage artistique des saisons 2004/2005, 2010/2011 et 2023/2024
- Les épreuves de patinage artistique et de patinage de vitesse sur piste courte des Jeux olympiques d'hiver de 2022